# C5orf63
C5orf63 (англ. Chromosome 5 open reading frame 63) – білок, який кодується однойменним геном, розташованим у людей на 5-й хромосомі. Довжина поліпептидного ланцюга білка становить 138 амінокислот, а молекулярна маса — 15 764.
| 10         |  | 20         |  | 30         |  | 40         |  | 50         |
| ---------- |  | ---------- |  | ---------- |  | ---------- |  | ---------- |
| MLWFQGNSMQ |  | LARSSFGLFL |  | RNCSASKTTL |  | PVLTLFTKDP |  | CPLCDEAKEV |
| LKPYENRQPY |  | KDQKLPGTRR |  | RRSPSSPSHP |  | HMASQSGKRY |  | NLTLNQVLSF |
| DYDMGLDAPK |  | TISSDCGAFY |  | CLRMFKSPDM |  | TCCFYPKQ   |  |            |

A: Аланін

C: Цистеїн

D: Аспарагінова кислота

E: Глутамінова кислота

F: Фенілаланін

G: Гліцин

H: Гістидин

I: Ізолейцин

K: Лізин

L: Лейцин

M: Метіонін

N: Аспарагін

P: Пролін

Q: Глутамін

R: Аргінін

S: Серин

T: Треонін

V: Валін

W: Триптофан

Задіяний у таких біологічних процесах, як транспорт, транспорт електронів, альтернативний сплайсинг. 